# اینیاکی بروت
اینیاکی بروت (انگلیسی: Iñaki Berruet؛ زادهٔ ۲۳ آوریل ۱۹۷۳) بازیکن فوتبال اهل اسپانیا است.
از باشگاه‌هایی که در آن بازی کرده‌است می‌توان به باشگاه فوتبال کوردوبا، باشگاه فوتبال دپورتیوو آلاوس، و باشگاه فوتبال ویارئال اشاره کرد.
وی همچنین در تیم ملی فوتبال باسک بازی کرده‌است.